# 何順信
何順信（1924年－2011年4月24日），京劇琴師、作曲家，祖籍河北，1924年在呼和浩特出生。
他的爸爸何福泉是河北梆子、京劇琴師。
1939年起拜師耿永清（楊小樓的琴師）學京劇音樂藝術。
1940年起做姨表兄張君秋的專任琴師。
1940年代末和1950年代初，傍張君秋在英屬香港巡迴公演，並擔任當地攝製的京劇電影《玉堂春》的京劇胡琴（京胡）和京劇電影《梅龍鎮》、《漁夫恨》的旦行京劇胡琴（這2部電影的生行京劇胡琴是馬連良的學生李慕良）。
張君秋和馬連良回到中國后，他隨張君秋參加北京市京劇團（現在的北京京劇院），在北京京劇院與張君秋長期合作，直到張君秋過世。
他參與音樂創作的新編古裝京劇有《赵氏孤儿》、《望江亭》、《秦香蓮》、《诗文会》、《楚宫恨》、《状元媒》、《春秋配》、《彩楼记》、《怜香伴》等。
他擔任琴師的現代京劇有《秋瑾》、《年年有餘》（生行琴師是馬連良的學生李慕良）、《蘆蕩火種》等，都有錄音行世，頗有影響。
他是京劇電影《望江亭》和《秦香蓮》（與李慕良、汪本貞分任）的琴師。
在《蘆蕩火種》基礎上改編的樣板戲《沙家浜》，請他和王永泉（王泳泉）共同擔任甲組琴師和電影版琴師。
改革開放后，他設計了《情痴》、《花木蘭》等新編古裝京劇的唱腔。
2006年，他得到美國紐約第27屆亞洲傑出藝術家－終身藝術成就金獎。
2011年4月26日20時病逝北京。